# Robert Krieps
Robert Krieps (Dalheim, 15 d'octubre de 1922 - 1 d'agost de 1990) fou un polític i jurista luxemburguès.
Va ser President del Partit Socialista dels Treballadors des de 1980 fins a 1985, a més a més de servir als gabinets Thorn-Vouel-Berg presidit per Gaston Thorn i Santer-Poos I presidit per Jacques Santer. En els que va tenir el càrrec de Ministre de Justícia durant dos mandats i el de Ministre de Medi Ambient.